# Чаша бурь
«Ча́ша бурь» — фантастический роман Владимира Щербакова, опубликованный в 1985 году. В основе фабулы — противостояние атлантов и этрусков, но сюжет с трудом поддаётся пересказу. Критик Вл. Гаков определял жанр «Чаши бурь» как «историко-лингвистическую фантазию», навеянную собственными псевдоисторическими изысканиями автора на тему «этруски — потомки протославян».
До начала 1990-х годов роман несколько раз переиздавался (частично и целиком) и был крайне низко оценён критиками. В частности, отмечалась аморфность повествования, слабая обоснованность сюжетных ходов, невнятная обрисовка характера протагониста — фантаста Владимира, чья профессия и имя совпадают с авторскими. В основу романа положен эзотерический миф о борьбе Сынов Света с Сынами Тьмы — этрусков с атлантами. Идеи, которые Щербаков в художественной форме выразил в «Чаше бурь», он открыто высказывал в публикациях 1990-х годов, посвящённых Асгарду, Атлантиде и иным легендарным землям.

## Сюжет
Произведение состоит из эпистолярного пролога «Тень в круге» и пяти частей: «Каникулы у моря», «Старые города», «Молот гнева», «Западня», «Ключи Марии». Значительную часть текста занимает псевдонаучная гипотеза автора о дешифровке этрусского языка (целиком этому посвящена так называемая «Этрусская тетрадь Санина», вынесенная в приложение). «Тень в круге» и «Каникулы у моря» публиковались как самостоятельные произведения. Название романа разъясняется автором так:

И главное из чудес — язык восточных атлантов, давший начало многим и многим языкам и диалектам. Ведь этрусское «тин» даже по-японски и по-китайски звучит почти так же: «тен», «тьен». Но день, небо, свет главные слова в любом языке, они остались почти неизменными, другие же были переосмыслены, их не просто узнать. Но можно… Язык наш — чаша бурь. И это так удивительно, что уместны слова поэта, похожего на хетта с барельефа шагающих воинов:
«Ты скажешь: ветреная Геба, кормя Зевесова орла, громокипящий кубок с неба, смеясь, на землю пролила».
В прологе писатель-фантаст Владимир Санин переписывается со своей поклонницей Ириной Латышевой, которая, во-первых, — инопланетянка, терпящая бедствие, а, во-вторых, — его сестра. Санин — потомок астронавта, спасшегося при крушении космического корабля пришельцев в 1908 году (так называемый «Тунгусский метеорит») и оставшегося жить среди людей. Десантный бот Ирины был сбит над Гренландией. Она сумела выжить и добраться до Мурманска, миновать советскую таможню и пограничные службы и обратиться за помощью к брату. Для начала Владимир должен раздобыть гибкую пластинку с записью сонаты ми минор Корелли, которая на самом деле является запасным передатчиком для связи с орбитальным кораблём-маткой, вращающимся по окололунной орбите. Всё складывается удачно, брат и сестра могут встретиться воочию.
В остальных частях романа действие разворачивается по треугольнику «Москва — Хоста — Владивосток». На пути Санина встречается множество враждебных и дружественных инопланетян, неотличимых от людей. Оказывается, за восемь тысяч лет до нашей эры некая раса пришельцев-гуманистов побывала в Атлантиде и Этрурии, взяв биологические образцы. Потомки атлантов и этрусков населили несколько планет; атланты превратились в «магов в области техники». Злые и коварные атланты пытаются лишить человечество исторической памяти. Владимир по образованию археолог и представил диссертацию на тему настолько отдалённой праистории, что у него не нашлось достаточно компетентных оппонентов. На глазах Санина происходит похищение этрусских табличек профессора Чирова, чжурчжэньского клада из Владивостока и панно с изображением Леды с Кипра. Ирина-Рэа разъясняет герою, что против него лично, против мировой науки и всего прогрессивного человечества составлен космический заговор. Отец Рэа и Владимира — потомок этрусков, древнего народа, от которого произошла и русская нация. После гибели Атлантиды этруски-протославяне поселились на далёкой планете; Космическая Этрурия — небесная покровительница нынешней России. Вся история человечества стоит под знаком глобального доисторического конфликта двух рас, этрусков и атлантов.
Владимир подвергается множеству опасностей: атланты прикрепляют к нему кибернетических жучков, пытаются столкнуть в пропасть, заманивают в гостиницу-ловушку и так далее. В Хосте после наступления темноты наступает «час атлантов», когда даже уличные хулиганы являются пособниками пришельцев. Однако в герое пробуждается генетическая память и он обретает дар перемещения во времени, а друзья и враги — этруски и атланты — активно используют управление случайностями в качестве оружия. Так, Ирина-Рэа подбрасывает на пути атлантов апельсиновую корку на тёмной лестнице. Все события вокруг героя кажутся чередой нелепых, а иногда и грозных, случайностей, но он легко обнаруживает систему. В Хосте Владимир знакомится с Женей (Велией) — прекрасной белокурой этруской, тоже инопланетянкой, которая влюбляется в него. Попутно выясняется, что Рэа была сбита американской ракетой не случайно, поскольку дежурный офицер как две капли воды похож на одного из атлантов и был ими подменён. В конце концов герой обнаруживает, что борьба атлантов и этрусков завершилась. Однако из-за пережитого он тяжело заболел и в финале заполняет «Этрусскую тетрадь», работа над которой прерывается мистическими озарениями.

## Рецензии и критика

### Критические высказывания 1980-х годов
После публикации роман вызвал известный резонанс и несколько раз переиздавался. В период полемики вокруг его деятельности Владимир Щербаков откровенно признал, что, будучи главой редакции фантастической литературы издательства «Молодая гвардия», «попросил» у руководства договор на издание «Чаши бурь».
Объёмная рецензия на роман была выпущена в 1986 году в «Литературном обозрении». Авторы — Т. Клубкова и П. Клубков — отнесли «Чашу бурь» к фантастическому, историческому и отчасти детективному жанру. Хотя издательская аннотация подаёт содержание с «академической серьёзностью», под обложкой романа таилась целая «энциклопедия чудес», в которой читатель может ознакомиться с идеями В. Щербакова об Атлантиде, «Велесовой книге» и даже яичницей по-хеттски, рецепт которой, впрочем, не сообщается. Вероятно, единственным сенсационным явлением, которое не играет никакой роли в тексте, является лох-несское чудовище. Рецензенты отметили, что разные эпизоды романа строились по стандартной схеме: «покушение атлантов — чудесное спасение — многостраничные раздумья на исторические и лингвистические темы». Нанизывание блоков теоретически может быть бесконечным, но в финале, вероятно, наскучило самому автору. Рецензенты приводят примеры многочисленных языковых и стилевых огрехов автора. Например, описывая Валерию Чирову, с которой у главного героя, по-видимому, роман, В. Щербаков сравнивает её одновременно с «фарфоровым кувшином, императрицей Ливией и белой медведицей». Финальная сцена, когда оранжевые мыши подносят герою чашку с отваром боярышника, может намекать на то, что происходящее было сновидениями главного героя. Чрезвычайно язвительно разобраны и лингвистические теории В. Щербакова, которые обозначены как «филологический дилетантизм». Особо отмечено крайнее неуважение героя (как альтер эго писателя) к авторам книги об Атлантиде Галанопулосу и Бэкону, которые названы «работающими по заказу кипрских туристических фирм», и Мишелю Леграну, названному «французом из Бордо».
Критик К. Милов связывал фабульную основу романа с предыдущим произведением Щербакова «Семь стихий» и откровенно заявлял, что «автор на сей раз не утруждает себя ни разработкой сюжета, ни обоснованием главных идей и гипотез, ни обрисовкой характера героя — фантаста Владимира. <…> Читаете книгу — и на вас обрушивается поток персонажей, идей, сюжетных ходов, без всякой связи, без всякой логики». Критик крайне негативно отнёсся к тому, что имя и профессия главного героя совпадают с таковыми у писателя, что накладывает на автора особые обязательства. Между тем по ходу действия он не размышляет и не пишет, а без особой надобности «кочует» из Москвы в Хосту, а оттуда во Владивосток. Во время этих «перекочёвок» он борется с атлантами при помощи этрусков, будучи полностью выключенным из общественной жизни, даже не думая обратиться за помощью, сообщить хоть что-то о произошедшем контакте. У протагониста нет ни каких-либо обязательств перед обществом, равно как и нравственных устремлений. Весьма насторожила критика и идеология романа, стремление разделить все исторические народы на «наших» и «ваших», сделав «наших» непременно предками современных русских.
В своей рецензии доктор исторических наук А. Ф. Смирнов сочувственно отнёсся к отождествлению атлантов с пеласгами и к авторской гипотезе о соответствии языковых корней в русской и этрусской речи, опирающейся на работы академика Н. С. Державина (который в свою очередь был сторонником псевдонаучного «нового учения о языке» Н. Я. Марра). Главный пафос романа, по мнению Смирнова, в том, что планета Земля «вовсе не приспособлена для того, чтобы противостоять космическим стихиям, её нужно беречь — но отнюдь не только от мировых катаклизмов, подобных тому, который некогда уничтожил легендарную землю Платона». Напротив, в саратовской газете «Заря молодёжи» была напечатана подборка мнений обычных интеллигентных читателей, в которых роману была дана резко критическая оценка («худшая из читанных мною книг (не только фантастики)»). Писатель-фантаст Павел Амнуэль именовал В. Щербакова «серым» (имея в виду и его деятельность на посту главы редакции фантастики в «Молодой гвардии») и сообщал, что некий клуб любителей фантастики пообещал награду тому фэну, который дочитает «Чашу бурь» до конца. При издании романа в серии «Библиотека фантастики» в 1990 году автор предисловия — космонавт Константин Феоктистов — с большим скептицизмом отнёсся к лингвистическим теориям автора.

### «Школа Ефремова» и эзотеризм
Израильский филолог М. Л. Каганская (1938—2011) отмечала, что Щербаков принадлежал к так называемой «школе Ефремова», сформировавшейся в редакции издательства «Молодая гвардия» уже после кончины Ивана Антоновича Ефремова, случившейся в 1972 году.

Ефремовские ученики легко опознаются по особой, зыбкой атмосфере, присущей их произведениям, с намеренно размытой, почти не поддающейся пересказу фабулой. На неподготовленного читателя иные из этих текстов могут произвести впечатление чуть ли не параноидного бреда: аморфность повествования, неясные намёки, множество частично раскавыченных цитат, перегруженность именами великих творцов прошлого и настоящего (философов, поэтов, художников, композиторов), притом что всё это культурное изобилие странным и тягостным образом сопровождается дурным, подчас безграмотным русским языком и отсутствием собственно литературных достоинств.
Каганская отметила, что для так называемой «школы Ефремова» характерен интерес к предыстории, поскольку архаическая эпоха позволяет реализовывать историософские концепции, которые невозможно развивать в рамках исторической науки. Центральная идея всегда одна и та же: «элементарная манихейская схема: борьба Сынов Света с Сынами Тьмы». В романе «Чаша бурь» предельно легко отличить потомков этрусков — носителей Добра — от потомков атлантов, агентов Зла. Оказывается, человечество делится на голубоглазых блондинов (этруски) и черноглазых брюнетов (атланты). У брюнетов «затенённые, набухшие, как бы натруженные веки» и выпуклые глаза, которые «находятся как бы перед лицом». Не менее важной опознавательной чертой является нос: носители высокой спинки носа — потомки атлантов, лица со средней спинкой носа — это тип этрусский. Присутствует и эротическое соперничество как символ борьбы за чистоту и душу расы: некий заезжий гастролёр покушается на невесту героя, «дивную белокурую этруску». Подобного рода подробности позволили М. Каганской назвать роман «бредовым». Кирилл Королёв, рассматривая те же подробности, обозначил творческий путь В. Щербакова как эволюцию от конспирологической и эзотерической фантастики к псевдоисторическим исследованиям с претензией на научность.
Похожие претензии высказывались и критиками 2020-х годов. Один из рецензентов прямо заявлял, что «продраться сквозь созданные Щербаковым словесно-сюжетные дебри практически невозможно, не повредив себе психику». Исходя из позднейших публикаций автора, можно сделать вывод, что он увлекался разнообразными эзотерическими концепциями в духе «Эры Водолея»:

Автор смешал реальную историю, мифы и легенды разных этносов, которые друг с другом никогда не соприкасались, чистые домыслы и собственный трансцендентный опыт. Смешал, съел и не подавился. И с удовольствием потчует публику, искренне ожидая от неё понимания.
Идеи, которые В. Щербаков окольным путём в художественной форме выразил в «Чаше бурь», он открыто высказывал в публикациях 1990-х годов, претендуя на формирование нового мировоззрения.

## Арийский миф в творчестве Владимира Щербакова
Критик Всеволод Ревич завершал свой выполненный в саркастическом духе обзор романа Щербакова следующими вопросами:

О, Боже, зачем всё это? Зачем? Зачем атланты, зачем этруски, зачем карлики мкоро-мкоро? Если только с популяризаторской целью, то совершенно необходимо следует отделить действительно научные сведения от произвольных выдумок автора. Иначе в голове любознательного читателя возникнет каша. И не лучше ли ему сразу обратиться к первоисточникам? Тогда он узнает, например, что специалисты называют абсурдом идею о близости русского языка к этрусскому, пропагандируемую Щербаковым в романе.
Историк В. А. Шнирельман отмечал, что ещё в 1970-е годы Щербаков ввёл в научно-фантастическую литературу неоязыческий миф о предках. Этому способствовала как идеологическая цензура в «серьёзных» научных изданиях, так и тот факт, что неоязыческие «теории» не соответствовали элементарным научным требованиям. Фантастика как жанр пользовалась в СССР огромной популярностью, и соответствующие издания выходили огромными тиражами; поэтому редакция издательства «Молодая гвардия» привлекала людей с неортодоксальными идеями, у которых были большие шансы донести их до публики. Всеволод Ревич называл это направление (представителями которого, кроме В. Щербакова, были Евгений Гуляковский, Юрий Петухов, Юрий Никитин) «нуль-литературой». В 1970-е годы «Молодая гвардия» начала издавать альманахи «Тайны веков» и «Дорогами тысячелетий», где постоянными авторами выступали Валерий Скурлатов и сам Щербаков, посвятившие свои произведения созданию фантастической истории древних славян, а также подпитывавшие веру в «снежного человека» и НЛО (космических пришельцев), что рассматривалось как средства отвлечь молодёжь от насущных социальных и политических проблем.
В основу своих построений Щербаков (будучи по образованию радиофизиком, а также окончив философский факультет Университета марксизма-ленинизма) положил отождествление этрусков-расенов с «восточными атлантами», якобы сумевшими выжить в Малой Азии и Восточном Средиземноморье после гибели легендарной Атлантиды 12 тысяч лет назад. Этруски-протославяне оказываются у истоков древнеегипетской и левантийской цивилизаций, заселяют Канарские острова (их наследниками автор назвал гуанчей). Отождествив этрусков с пеласгами, Щербаков заявил, что древнейшие обитатели Палестины (вначале хананеи, затем филистимляне) изначально были тоже «пеласгами-этрусками». Таким образом, по мнению автора, Библия была записана на языке хананеев, а не израильтян, появившихся в Палестине относительно недавно. Исконным же ареалом русов является Малая Азия, откуда после разгрома Трои население бежало в Европу, в частности в Северное Причерноморье, в Поднепровье и так до Балтийского моря, где пришельцы восстановили свою былую государственность. Поляне являлись потомками хетто-лувийцев. Фактически Щербаков, по словам Шнирельмана, «оживил троянский миф». В романе высказаны также идеи, что кроманьонцы являются отдельной расой, потомками атлантов, и именно они — предки европейцев, «арийцы». Щербаков полагал, что именно они сохранили наследие цивилизации после гибели Атлантиды, и утверждал, что без учёта этого невозможно понять корни человеческой цивилизации.
М. Л. Каганская выявила в «Чаше бурь» существенный антисемитский пласт. В финальной части романа упомянут французский шансонье мсье Легран (аллюзия на очень популярного в тогдашнем СССР Мишеля Леграна), который поёт о том, что «невысокого светловолосого человека из Назарета казнили традиционным римским способом», бессмертны же «садики и фэры». В той же части говорится, что русо-этруски — благородные блондины, строители истории; римляне же сильно «проатлантидены». Иными словами, основоположника христианства, «чистой, этрусской религии», загубили римляне, саддукеи («садики») и фарисеи («фэры»). Однако месье Легран поёт о бессмертии зла не с горечью, а с торжеством. Реальный Легран был евреем, авторский альтер эго — Санин — именует его «французом из Бордо», что является, во-первых, аллюзией на Александра Грибоедова, а во-вторых, несёт явно уничижительный смысл. Все персонажи романа примитивно поделены между «не нашими» и «плохими» (атлантами) и нашими и хорошими русо-этрусками.
Каганская отметила нестандартность представлений об Атлантиде в романе Щербакова. Со времён Платона в мистических учениях Атлантида выступала в позитивном контексте как сакральная земля, утраченный рай, источник тайного знания. Ни в культурной, ни в оккультной традиции она никогда не связывалась с еврейством. Согласно мнению Каганской, негативный образ Атлантиды был заимствован Щербаковым из «Космоконцепции розенкрейцеров» Макса Генделя. Именно у Генделя евреи вышли из Атлантиды, рассеялись по всему свету, «передав, таким образом, худшую кровь своим потомкам, которые по расовым причинам не сумели перейти от стадии хитрости к стадии Разума».

## Издания
- Щербаков В. Каникулы у моря (рассказ) // Фантастика-82 / Составитель: Иван Черных. — М. : Молодая гвардия, 1982. — С. 239—260. — 384 с.
- Щербаков В. Тень в круге (фантастическая повесть, иллюстрации Г. Дрониной) // Искатель. — 1983. — № 6. — С. 12—35.
- Щербаков В. Тень в круге (фантастическая повесть в письмах) // Фантастика 84 / Составитель: Спартак Ахметов. — М. : Молодая гвардия, 1984. — С. 33—57. — 350 с.
- Щербаков В. Близкие и далёкие этруски: Фрагменты эпилога романа «Чаша бурь» // Техника — молодёжи. — 1984. — № 5. — С. 44—47.
- Щербаков В. Чаша бурь : роман / худож. Т. Дроздова. — М. : Молодая гвардия, 1985. — 319 с. — (Библиотека советской фантастики).
- Щербаков В. Тень в круге (повесть) // Третий тайм / Иллюстрация на обложке и внутренние иллюстрации И. Мельникова. — М. : Дет. лит., 1988. — С. 169—196. — 240 с. — (Библиотека приключений и научной фантастики). — ISBN 5-08-001124-6.
- Щербаков В. И. Чаша бурь // Лунная радуга. Чаша бурь / Пред. К. Феоктистова. — М. : Художественная литература, 1990. — С. 281—524. — 525 с. — (Библиотека фантастики ; т. 14). — ISBN 5-208-00538-Х.
- Щербаков В. Чаша бурь : Роман. — Киев : Воениздат : Киевский филиал, 1990. — 255 с. — ISBN 5-203-01235-0.
- Щербаков В. Чаша бурь (роман) // Роман-газета для юношества. — 1990. — № 8 (август). — С. 144—372.
- Щербаков В. Чаша бурь (роман, окончание следует) // Кентавр. — 1992. — № 3. — С. 3—131.
- Щербаков В. Чаша бурь (роман, окончание) // Кентавр. — 1992. — № 4. — С. 96—160.

### Комментарии
1. ↑  Псевдоним литературного критика, переводчика, кандидата филологических наук Нины Мартиевны Чемодановой, в первом браке — Кубатиевой, во втором замужестве — Коптюг[11][12].